# Acido dodecilbenzensolfonico
L'acido dodecilbenzensolfonico è un acido organico della famiglia degli acidi solfonici, di formula chimica C12H25C6H5SO3. Si presenta come un liquido giallastro. Il suo sale di sodio, il dodecilbenzensolfonato di sodio, è utilizzato come ingrediente per la produzione di detersivi.
L'acido dodecilbenzensolfonico presenta 26 isomeri in cui la catena C12H25 è ramificata.

Acido 2-metil 11-undecil(benzen 4-solfonico).
Acido 4-dodecilbenzensolfonico